# Termit (pirotehnika)
Termit je naziv za pirotehničku smjesu koja sporo izgara i daje velike količine toplinske energije, u tzv. aluminotermijskoj reakciji.

## Sastav
Aluminotermijska reakcija kao redukcijsko sredstvo koristi aluminij, a kao oksidacijsko može iskoristiti mnoštvo metalnih oksida:
- 3FeO + 2Al → 3Fe + Al2O3 + 783 kJ (2500 °C)
- Fe2O3 + 2Al → 2Fe + Al2O3 + 760 kJ (2960 °C)
- 3CuO + 2Al → 3Cu + Al2O3 + 1153 kJ (4865 °C)
- 3Cu2O + 2Al → 6Cu + Al2O3 + 1090 kJ (3183 °C)
- 3NiO + 2Al → 3Ni + Al2O3 + 865 kJ (3171 °C)
- Cr2O3 + 2Al → 2Cr + Al2O3 + 2288 kJ (2977 °C)
- 3MnO + 2Al → 3Mn + Al2O3 + 1687 kJ (2427 °C)
- 3MnO2 + 4Al → 3MnO + 2Al2O3 + 4358 kJ (2771 °C)

Reakcije oslobađaju dovoljno topline da se reducirani metal dobije kao talina.

## Svojstva
Termitne smjese se uglavnom vrlo teško pale i stabilne su na zraku.

## Uporaba
Najčešće korištena termitna smjesa je ona s praškastim željezovim(III) oksidom i aluminijem. Koristi se za termitno zavarivanje, primjerice tračnica vlakova, tramvaja, itd.